# Widget toolkit
Widget toolkit, widget library, GUI toolkit nebo UX library je knihovna nebo kolekce knihoven obsahující sadu grafických ovládacích prvků (nazývaných widgety) pro vytváření programů pracujících v grafickém uživatelském prostředí (GUI).
Většina widget toolkitů obsahuje i vlastní vykreslovací stroj určený buď pro určitý operační nebo okenní systém nebo s vestavěným backendem s rozhraním pro více systémů a také s vykreslovacími API jako například OpenGL, OpenVG nebo EGL.
Look and feel grafických řídicích prvků může být buď pevně zakódován nebo oddělen, což umožňuje používat různá témata/skiny pro grafické řídicí prvky.

## Úvod
Některé toolkity mohou být používány z jiných jazyků použitím jazykových vazeb. Buildery grafických uživatelských rozhraní jako například Glade Interface Designer umožňují vytváření GUIs metodou WYSIWYG pomocí značkovacích jazyků pro uživatelská rozhraní, jako je např. GtkBuilder.
GUI programy jsou obvykle konstruovány kaskádově, takže z jednodušších grafických řídicích prvků se skládají složitější.
Většina widget toolkitů používá událostmi řízené programování jako model pro interakce. Toolkit zpracovává uživatelské události, například, když uživatel klikne na tlačítko. Je-li detekována událost, je předána aplikaci, ve které je zpracována. Návrh těchto toolkitů byl kritizován kvůli prosazování příliš zjednodušeného modelu akcí zpracovávajících události, programátoři začátečníci vytvářejí aplikační kód, který je náchylný k chybám, obtížně rozšiřitelný a příliš složitý. Pro reprezentaci interaktivních změny stavů reaktivních programů byly navrženy jako vysokoúrovňové modely Konečné automaty a hierarchické stavové stroje.

## Okenní systémy
Okno je považováno za grafický řídicí prvek. V některých okenních systémech přidává správce oken okna přímo na plochu, kde lze s nimi různými nástroji manipulovat. Každé okno je přiřazeno k určité aplikaci, která ovládá widgety připojené k jeho ploše, které lze příslušnými aplikacemi sledovat a měnit.